# ポミ・チャンパ・ルンドゥプ・リンポチェ
ポミ・チャンパ・ルンドゥプ・リンポチェは、チベット仏教ゲルク派のガンデン寺に所属する僧侶。

## 生涯
- 1959年1月の大祈願祭で、ゲルク派の顕教課程修了者が受けるゲシェー号の最高位「ラランパ・ゲシェー」号を得る。
- 1959年3月のラサ蜂起以降、ガンデン寺の寺院組織と所属僧侶の多くがチベットを脱出して亡命したが、ポミ・リンポチェはチベットに残留。
- 1960年、「ガンデン寺民主管理委員会主任」の任命をうけ、チベットに残留したガンデン寺僧侶たちの代表となる。
- 1980年代、宗教活動の再開が許されるのにともない、ガンデン寺の所属僧侶たちを再組織。
- 1988年、チベットに残留して活動する僧侶たちから「ガンデン・ティパ代理」に推戴されるが、その称号は中国政府の認めるところとはならなかった[1]。
- 1995年、中国政府がパンチェン・ラマの転生者を認定するため実施した金瓶掣籤を執行。
- 2002年、円寂。

## 註
1. ↑  ヒルトン,2006,pp.403-404